# Mahamat Saleh Haroun
Mahamat-Saleh Haroun (pronunciación en francés: /ma.ama sale aʁun/; en árabe: محمد الصالح هارون‎) (Abéché, 1961) es un periodista, director, productor, guionista y director de cine de Chad, radicado en Francia desde 1982. Su película Abouna fue presentada en la Quincena de Realizadores de Cannes 2002. Ganó el Premio del Jurado del Festival de Venecia con Daratt. Fue ministro de Cultura y Desarrollo Turístico y Artesanía de Chad durante un breve periodo de tiempo de febrero de 2017 a febrero de 2018.

## Biografía
Nacido en Chad en 1961, un país azotado por la violencia de guerras civiles y grupos yihadistas.  Huyó de Yamena herido durante la guerra en los años 79-80. Violencia, guerra y anhelo de paz que ha reflejado en sus trabajos cinematográficos a partir de las vivencias de quienes protagonizan sus películas.
Estudió cine en el Conservatorio Libre del Cine Francés (Conservatoire Libre du Cinéma Francais, CLCF) de París y periodismo en la Universidad de Burdeos. Trabajó durante varios años como periodista en periódicos de provincia. En 1991 realizó su primer cortometraje, Tan koul y regresó en 1994 con otro corto Maral Tanié.
Hizo su debut con el largometraje documental Bye Bye Africa en 1999 seleccionado en la Mostra de Venecia y premio a la mejor película. Dos años después presenta su segundo largometraje, Abouna, notre père (2002) que ganó el premio en la categoría de mejor fotografía en el Festival Panafricano de Cine y Televisión de Uagadugú, y su tercer trabajo, Daratt, saison sèche, ganó el Premio Especial del Jurado en la edición número 63 del Festival de Cine de Venecia.
De enero de 2008 a enero de 2010 asumió la presidencia de la comisión Fonds Sud Cinéma (France). También en 2008 es reconocido como Chevalier de l’ordre des Arts et des Lettres de la République française. 

### Premio del Jurado del Festival de Cannes
En mayo de 2010 con su película Un hombre que grita (2010), se convierte en la primera película de un cineasta chadiano en ser seleccionada en el Festival de Cannes logrando además el Premio del Jurado. Habían pasado trece años desde que Souleymane Cissé lograra por primera vez el premio.
En  2011 formó parte del jurado en el festival de Cannes. En 2013 regresó al festival con su película Grigris fue nominada para la Palma de Oro en el Festival de Cannes de 2013.
En 2012 trabajó para la creación de una escuela de cine en Chad como ministro de Cultura,
En 2017 presenta Une saison en France donde explora la vivencia de las personas refugiadas.
El 7 de febrero de 2017 fue nombrado Ministro de Cultura y Desarrollo Turístico de Chad por el presidente Idriss Deby cargo del que dimitió un año más tarde, en febrero de 2018.
En 2021 presenta Lingui, una historia de mujeres chadianas atrapadas entre los dogmas religiosos y la dominación masculina enfrentándose con coraje y supervivencia gracias a la solidaridad femenina. La película narra la historia de Amina, una madre soltera que es expulsada por su familia y por la sociedad. Cuando su hija de 15 años es violada y queda embarazada su situación es todavía más difícil que la de Amina. Se trata de la primera película que Haroun consagra a personajes femeninos y en ella refleja la situación del aborto en Chad, prohibido por ley y condenado por las autoridades religiosas. La película compite en el festival de cine de Cannes de 2021.

## Obra
Haroun considera que no puede hablarse de "cine africano" porque aunque se dan a conocer algunos realizadores sólo hay -en el caso de que existan- políticas cinematográficas locales. «Ese es otro problema con el que tenemos que luchar. No parece posible mientras que tantos de nosotros estemos exiliados en Europa. No es fácil involucrarse en las políticas locales o nacionales desde aquí. Ese es un gran problema» (Scott, 2003: 91).
La filmografía de Haroun refleja con frecuencia el día a día de la población que vive en Chad. Haroun reivindica la paz para poder vivir el futuro. "Considero mi cine y mis películas como velas. Imaginad que estamos en un túnel. Imaginad que todo está oscuro y mis películas son simplemente velas que alumbran y que yo coloco para iluminar la habitación" explica en una entrevista tras ganar en 2010 el premio del Jurado en Cannes.

## Filmografía

### Cortometrajes
- Tan Koul (1991)
- Maral Tanié (1994)
- Goi-Goi (1995)
- B 400 (1997)
- Un thé au Sahel (1998)
- Letter from New-York City (2001) Premio al mejor vídeo del Festival de Cine Africano de Milán 2001
- Expectations (2008)

### Mediometrajes
- Bord'Afrique (1995) documental musical
- Sotigui Koyaté, un griot moderne (1996) documental

### Largometrajes

#### Director
- Bye Bye Africa (1999)
- Abouna (2002)
- Daratt (2006)
- Sex, Okra and Salted Butter (2008)
- Un hombre que grita (2010)
- GriGris (2013)
- Une saison en France (2017)
- Lingui (2021)

#### Productor
- Talking About Trees (2019) dirigida por Suhaib Gasmelbari

### Documentales
- Kalala (2005)
- Hissein Habré, une tragédie tchadienne (2016)

### Televisión
- 2008 – Sexe, gombo et beurre salé (ficción)

## Distinciones
- 2008 Chevalier de l’ordre des Arts et des Lettres de la République française

## Premios
Festival Internacional de Cine de Venecia
| Año  | Categoría                                          | Película       | Resultado |
| ---- | -------------------------------------------------- | -------------- | --------- |
| 1999 | Premio CinemAvvenire-Mejor ópera prima             | Bye Bye Africa | Ganador   |
| 2006 | Premio especial del Jurado                         | Daratt         | Ganador   |
| 2006 | Premio SIGNIS-Mención especial                     | Daratt         | Ganador   |
| 2006 | Premio UNESCO                                      | Daratt         | Ganador   |
| 2006 | Premio EIUC                                        | Daratt         | Ganador   |
| 2006 | Premio sobre los derechos humanos-Mención especial | Daratt         | Ganador   |